# CA Platense
A CA Platense egy argentin labdarúgócsapat Florida városában. A egyesületet 1905. május 25-én alapították. A klub jelenleg az első osztályban szerepel és a 28 530 néző befogadására alkalmas Estadio Ciudad de Vicente Lópezben játssza hazai mérkőzéseit.
A klub összesítve 76 idényt szerepelt az első osztályban, utoljára 2021-ben jutottak fel két évtizedes kihagyás után. 

## Sikerei, díjai
Copa Adrián C. Escobar
- Döntős (1): 1943

## Jelenlegi keret
2023. augusztus 28. szerint.
| #  |     | Poszt | Név                                                        |
| -- | --- | ----- | ---------------------------------------------------------- |
| 1  | ARG | K     | Alejandro Sánchez                                          |
| 2  | ARG | V     | Raúl Lozano (kölcsönben a Quilmes csapatától)              |
| 3  | ARG | V     | Juan Infante                                               |
| 4  | ARG | V     | Nicolás Morgantini (kölcsönben a Lanús csapatától)         |
| 6  | ARG | V     | Gastón Suso                                                |
| 7  | ESP | CS    | Mateo Pellegrino (kölcsönben a Vélez Sarsfield csapatától) |
| 8  | ARG | KP    | Franco Díaz                                                |
| 9  | ARG | CS    | Mauro Quiroga                                              |
| 10 | URU | KP    | Agustín Ocampo                                             |
| 11 | ARG | KP    | Nicolás Castro                                             |
| 12 | ARG | K     | Ramiro Macagno (kölcsönben a Newell’s Old Boys csapatától) |
| 13 | ARG | V     | Ignacio Vázquez (kölcsönben az All Boys csapatától)        |
| 14 | ARG | KP    | Leonel Picco (kölcsönben a Colón csapatától)               |
| 15 | ARG | KP    | Iván Rossi                                                 |
| 18 | ARG | V     | Sasha Marcich                                              |
| 19 | ARG | KP    | Facundo Russo                                              |
| 20 | ARG | CS    | Nicolás Servetto (kölcsönben az Almagro csapatától)        |

| #  |     | Poszt | Név                                                            |
| -- | --- | ----- | -------------------------------------------------------------- |
| 22 | ARG | V     | Gonzalo Asís                                                   |
| 23 | ARG | K     | Joaquín Blázquez (kölcsönben a Talleres csapatától)            |
| 24 | ARG | V     | Juan Pablo Pignani                                             |
| 25 | ARG | KP    | Pablo Ramírez Greblo                                           |
| 27 | PAR | V     | Miguel Jacquet                                                 |
| 28 | ARG | KP    | Agustín Claudio Alonso                                         |
| 29 | ARG | CS    | Nadir Zeineddin                                                |
| 32 | ARG | KP    | Luciano Ferreyra (kölcsönben a Rosario Central csapatától)     |
| 33 | ARG | KP    | Jerónimo Cacciabue (kölcsönben a Newell’s Old Boys csapatától) |
| 37 | ARG | CS    | Federico Ezequiel González                                     |
| 38 | ARG | V     | Lautaro Toledo Pacheco                                         |
| 39 | ARG | KP    | Alejo Monje                                                    |
| 40 | ARG | V     | Gonzalo Valdivia                                               |
| 43 | ARG | CS    | Maximiliano Zalazar (kölcsönben a Boca Juniors csapatától)     |
| 77 | PAR | CS    | Ronaldo Martínez Rolón                                         |
| 88 | ARG | KP    | Gabriel Gudiño                                                 |
| —  | ARG | K     | Augusto Alcorcel                                               |
| —  | PER | CS    | Juan Pablo Goicochea                                           |

## Fordítás
Ez a szócikk részben vagy egészben  a   Club Atlético Platense című angol Wikipédia-szócikk fordításán alapul.  Az eredeti cikk szerkesztőit annak laptörténete sorolja fel. Ez a jelzés csupán a megfogalmazás eredetét és a szerzői jogokat jelzi, nem szolgál a cikkben szereplő információk forrásmegjelöléseként.